# Juan Carlos Pallarols
Juan Carlos Pallarols (Banfield, Buenos Aires, 2 de noviembre de 1942) es un platero argentino de renombre internacional. Ha realizado piezas de gran valor estético, técnico e histórico, como los Bastones de Mando de varios presidentes argentinos, regalos oficiales encargados por distintos mandatarios, y trabajos especiales para empresas y organismos e incluso cálices papales.
El Concejo Deliberante de la ciudad de Buenos Aires lo designó Ciudadano Ilustre en 1996.

## Biografía
Es hijo de Carlos Pallarols Cuni, reconocido platero catalán, al igual que su abuelo José Pallarols y varios antecesores: el Taller Pallarols existía ya en 1750.
En junio de 1982 realizó un cáliz con el que Juan Pablo II realizó la Misa por la Paz en Buenos Aires, obra de gran significación en un momento especial para el país: la Guerra de las Malvinas.
Participó en muchas exposiciones tanto nacionales como internacionales, destacándose su participación en el Pabellón Argentino en la exposición de París (1984), Sevilla (1992), “Juan Carlos Pallarols, Orfebre” (París, 1997)", “Noche de Gala en Homenaje a la Cultura Argentina” organizada por el Metropolitan Opera de New York (1998), y en el marco del Centenario de las Relaciones Amistosas entre Japón y Argentina (Tokio, 1998).
Ha puesto su conocimiento al servicio de las tradiciones criollas, destacándose su participación en la Exposición de Platería Criolla de Mar del Plata (1999) y su Muestra del Recado, en la Exposición Rural Argentina (Buenos Aires, 2001).
Actualmente reside en el barrio porteño de San Telmo, donde tiene su taller, un local de ventas, y un pequeño museo familiar que
es visitado entre otros por institutos de arte, turistas, funcionarios, y artistas de todo el mundo.
El Concejo Deliberante de la Ciudad de Buenos Aires lo designó Ciudadano Ilustre el 19 de junio de 1996, en reconocimiento de su trayectoria artística y su participación en la cultura argentina.
Ha presentado una serie de especiales que indagan en los cambios que el oro produjo en la humanidad emitidos
por la señal de videocable “The History Channel”.
Una de las particularidades de Juan Carlos Pallarols es la de invitar a sus clientes a trabajar en la creación de las obras que le encargan para hacerlos partícipes de la realización de sus deseos.

## Elbastón presidencial argentino

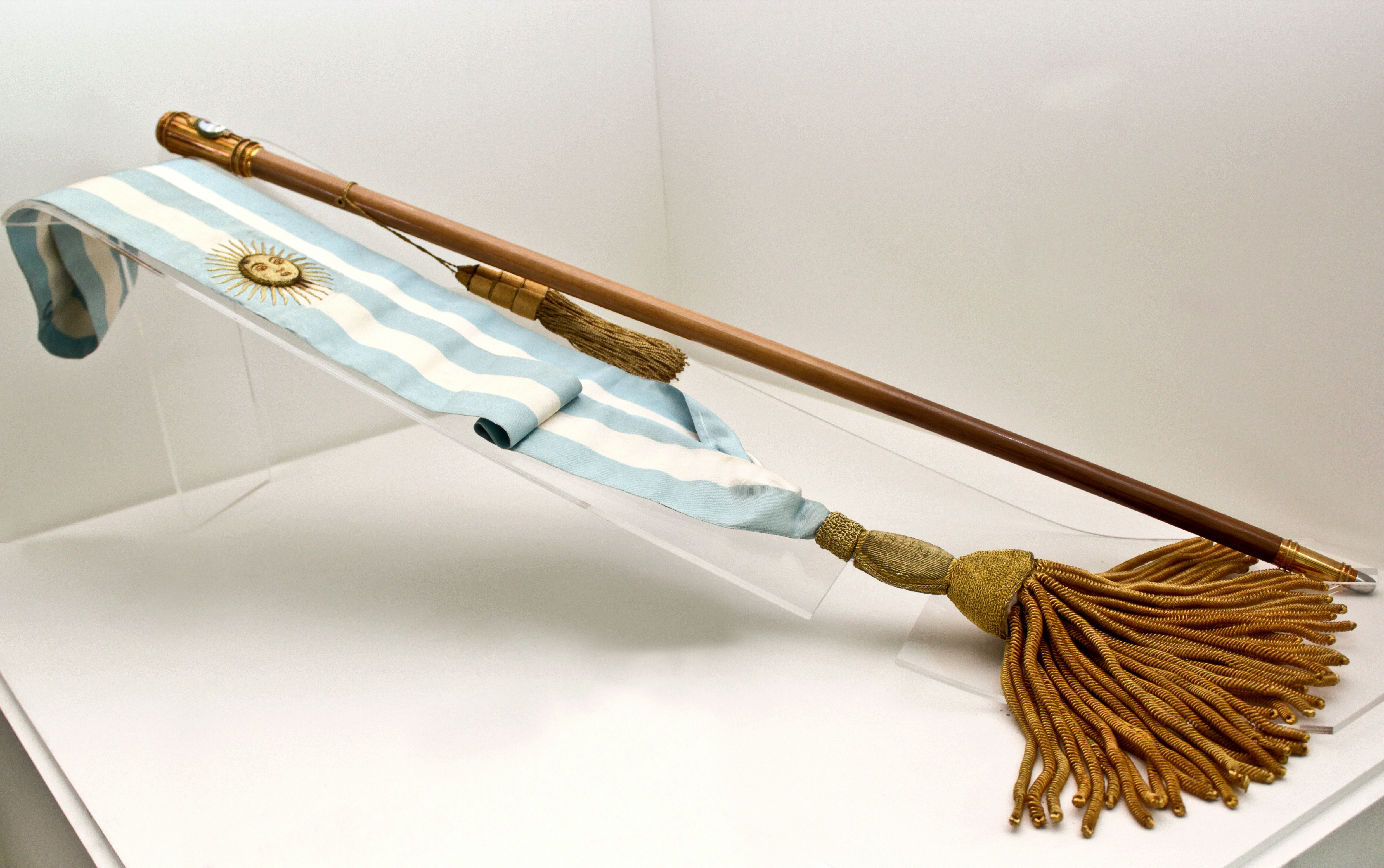
Banda y bastón de mando presidencial que perteneciese a Raúl Alfonsín.

El padre de Pallarols creó un bastón para el presidente Arturo Illia, pero este no lo recibió, pues en aquel entonces los hacía por costumbre Luis Ricciardi. Hasta 1983, el bastón presidencial argentino era confeccionado con caña de Malaca, detalles de oro macizo y un par de borlas. Con el regreso de la democracia, el nuevo presidente de la Nación Argentina, Raúl Alfonsín, a pesar del descontento de la Casa Militar —institución que solía ocuparse de los asuntos de protocolo y ceremonial— privilegió el modelo propuesto por el artista por sobre el estilo europeo que habían utilizado los presidentes y dictadores anteriores.
A partir de la presidencia de Alfonsín los bastones presidenciales son hechos con la criolla y noble madera de urunday —dotada de una excelente veta, brillo y de madera incorruptible— y el metal preferido es la plata. Acorde al bastón presidencial confeccionado en 1983, Juan Carlos Pallarols realiza la confección del bastón presidencial argentino cada 10 de diciembre del año previo al inicio de un gobierno democrático argentino.
El 3 de diciembre de 2015, se produjo una controversia sobre a quien entregarle el bastón de mando realizado para ese año.
 Años después Juan Carlos Pallarols reveló que la razón por la que Mauricio Macri no usó el bastón que creó para él es porque Macri pensaba que tenía una macumba. “Habían tres chicos que eran estudiantes de periodismo. Los supuestos guardias de ceremonial se fueron, por lo que fue público”, sintetizó y aclaró que finalmente “compraron otro bastón porque pensaron que tenía una macumba”.
Finalmente, Mauricio Macri terminó recibiendo un bastón hecho por el orfebre mendocino Damián Tessore, quebrando una tradición de más 30 años. Al respecto, Juan Carlos Pallarols se mostró dolido por la actitud ya que empleó once meses de trabajo y viajó por las 24 provincias para que habitantes de todo el país sumen un golpe de cincel a la pieza. Pallarols indicó que el rechazo de su bastón "me duele mucho: estoy triste, pero no enojado", finalmente dejó el bastón en una basílica.

## Cáliz papal
Durante el papado efectivo de Benedicto XVI el renombre de Juan Carlos Pallarols fue tal que la Santa Sede le encargó el cáliz papal, con el papa Francisco, Juan Carlos Pallarols realizó el nuevo cáliz, de 1/4 de L de capacidad, liso en su copa, con un “nudo” en el pie,  aunque firmado por más de quince millones de personas al haberle improntado con un ligero martillo de solo 4 gr sobre un barniz de lacre.

## Obras en la Sagrada Familia de Barcelona
En el 2014 se le ha encargado a Juan Carlos Pallarols la realización de esculturas de 6,50 m de altura, de color plata aunque son realizadas con aleación especial de aviones, tales esculturas son pinaculares en las torres de 135 m de altura de la célebre basílica barcelonesa de La Sagrada Familia.

## Proyecto de escultura gigante de Cristo
Pallarols tiene entre sus magnos proyectos realizar la escultura de una estatua gigante de Jesucristo (45 m de altura) a orillas del río Paraná en la argentina Provincia de Entre Ríos.

## Rosa de la paz
Terminada en 2017 fue realizada con material bélico de la Guerra de Malvinas en homenaje a los héroes de la Gesta del Atlántico Sur, fue donada a la Fuerza Aérea Argentina (FAA), dependiente del Ministerio de Defensa, y permanecerá exhibida en el hall central del Edificio Cóndor. El objetivo de la pieza fue desde el inicio entregarla como ofrenda a los caídos en combate y que descansan en los cementerios de las Islas del Atlántico Sur. Para la obra hizo fundir las balas que se dispararon en Malvinas para convertirlas en rosas de bronce.